# نینو خورتسیدزه
نینو خورستیدزه (۲۸ اوت ۱۹۷۵ – ۲۲ آوریل ۲۰۱۸) بازیکن شطرنج اهل گرجستان بود. او در سال ۱۹۹۳ عنوان بانوی گراندمستر (WGM) و در سال ۱۹۹۹ عنوان استاد بین‌المللی (IM) را دریافت کرد. او در سال‌های ۱۹۹۳ و ۱۹۹۵ قهرمان مسابقات شطرنج قهرمانی جوانان جهان شد.
خورستیدزه همچنین در سال ۱۹۹۱ در گواراپواوا، برزیل، قهرمان مسابقات شطرنج دختران زیر ۱۶ سال جهان شد، در سال ۱۹۹۲ قهرمان قهرمانی شطرنج دختران زیر ۲۰ سال اروپا شد، در سال ۱۹۹۸ قهرمان قهرمانی شطرنج مردان گرجستان شد (اولین و تنها بازیکن زن گرجی که چنین افتخاری را کسب کرد) و پنج بار قهرمان قهرمانی شطرنج زنان گرجستان شد (در سال‌های ۱۹۸۹، ۱۹۹۳، ۲۰۰۵، ۲۰۰۶ و ۲۰۱۳).

## حرفه
او در مسابقات اینترزونال زنان در سال ۱۹۹۳ در جاکارتا، اندونزی و در سال ۱۹۹۵ در کیشیناو، مولداوی شرکت کرد. این رویدادها بخشی از چرخه قهرمانی شطرنج زنان جهان در سال‌های ۱۹۹۶ و ۱۹۹۹ بودند.
در سال ۱۹۹۸ او در روتردام قهرمان مسابقات شطرنج زنان برای دانشگاه‌ها شد که توسط فدراسیون بین‌المللی ورزش‌های دانشگاهی سازماندهی شده بود.